# Józef Stabrawa
Józef Stabrawa (ur. 8 stycznia 1881 w Królówce, zm. 17 sierpnia 1942 w Dachau) – polski duchowny katolicki, długoletni proboszcz parafii św. Michała Archanioła w Mszanie Dolnej, działacz społeczny i samorządowy, członek Związku Walki Zbrojnej, więzień obozów koncentracyjnych Auschwitz-Birkenau i Dachau.

## Życiorys
Józef Stabrawa był synem Jakuba i Teresy z domu Cieśla. Po ukończeniu szkoły w rodzinnej wsi i gimnazjum w pobliskiej Bochni, wstąpił w 1903 roku do Seminarium Duchownego w Tarnowie. Święcenia kapłańskie otrzymał 29 czerwca 1907 roku z rąk biskupa tarnowskiego Leona Wałęgi. Przez krótki czas był wikariuszem w tarnowskiej parafii katedralnej, następnie do 1910 roku w parafii św. Wawrzyńca w Wojniczu.
Kolejną placówką księdza Stabrawy była wikaria w Woli Rzędzińskiej. Przez kolejne lata kierował tam budową nowego kościoła i przygotowywał struktury administracyjne przyszłej parafii (erygowanej ostatecznie w 1925 roku). Wcześniej, 1 czerwca 1917 roku, Józef Stabrawa został proboszczem parafii św. Michała Archanioła w Mszanie Dolnej oraz dziekanem dekanatu Mszana Dolna.
Poza pracą duszpasterską udzielał się również aktywnie w działalności spółdzielczej, samorządowej i społecznej. W latach 1919−1928 był prezesem Rady Nadzorczej Spółki Oszczędności i Pożyczek (od 1924 roku jako Kasa Stefczyka), ponadto prezesem Zarządu Składnicy Kółek Rolniczych, w latach 20. radnym powiatu limanowskiego. Przy jego inicjatywie i wkładzie pracy powstały między innymi: most na Porębiance prowadzący do Mszany Górnej; Podhalański Dom Ludowy im. Władysława Orkana (obecnie kino „Luboń”, budowę dokończono już po zakończeniu II wojny światowej); kolonia letnia Sodalicji Mariańskiej na stokach Śnieżnicy (obecnie Młodzieżowy Ośrodek Rekolekcyjny). W połowie lat 30. był inicjatorem rozpoczęcia prac przy elektryfikacji Mszany Dolnej, opracował również, zrealizowany dopiero w latach 50., plan wodociągów grawitacyjnych doprowadzających wodę ze źródeł na Lubogoszczy. Na swej plebanii gościł artystów: Karola Huberta Rostworowskiego, Halinę i Jana Ekierów czy Bolesława Barbackiego, który namalował portret proboszcza. Wspierał lokalnych twórców ludowych. Był aktywnym członkiem Towarzystwa Gimnastycznego „Sokół”, Związku Podhalan, Polskiego Związku Narciarskiego. We współpracy z Górską Szkołą Rolniczą w Łososinie Górnej propagował sadownictwo i nowoczesną hodowlę bydła. 11 listopada 1937 roku został za działalność społeczną odznaczony Złotym Krzyżem Zasługi.
Podczas okupacji związał się z ruchem oporu, od lutego 1940 roku będąc członkiem Związku Walki Zbrojnej, współpracującym bezpośrednio z dowództwem obszaru krakowskiego organizacji. Zorganizował i kierował punktem przerzutowym uchodźców i kurierów na Słowację. Prowadził akcję pomocy dla osób wysiedlonych z terenów włączonych do Rzeszy. Odmawiał współpracy z władzami okupacyjnymi i w kazaniach apelował o zachowanie polskości. Od 15 czerwca 1941 roku był traktowany jako zakładnik. Aresztowany 15 września tegoż roku na skutek prowokacji miejscowego burmistrza, został przewieziony do więzienia w Nowym Sączu, następnie do Tarnowa. 29 grudnia 1941 roku został więźniem politycznym obozu Auschwitz-Birkenau, w czerwcu następnego roku przeniesiono go do KL Dachau. Zmarł w wyniku flegmony i zagłodzenia 17 sierpnia 1942 roku.

W 1967 roku, w 25. rocznicę śmierci, w kościele parafialnym odsłonięto popiersie i tablicę pamiątkową poświęconą Józefowi Stabrawie, wykonaną przez miejscowego artystę Stanisława Ciężadlika, jednego z protegowanych proboszcza. Druga płaskorzeźba upamiętniająca dokonania księdza, dzieło artysty rzeźbiarza Władysława Jani, znajduje się w gmachu obecnego kina „Luboń”. Pośmiertnie Józef Stabrawa otrzymał Krzyż Oświęcimski. 19 sierpnia 2012 r. Rada Miasta Mszany Dolnej nadała dotychczasowej ulicy Cmentarnej imię ks. Józefa Stabrawy.

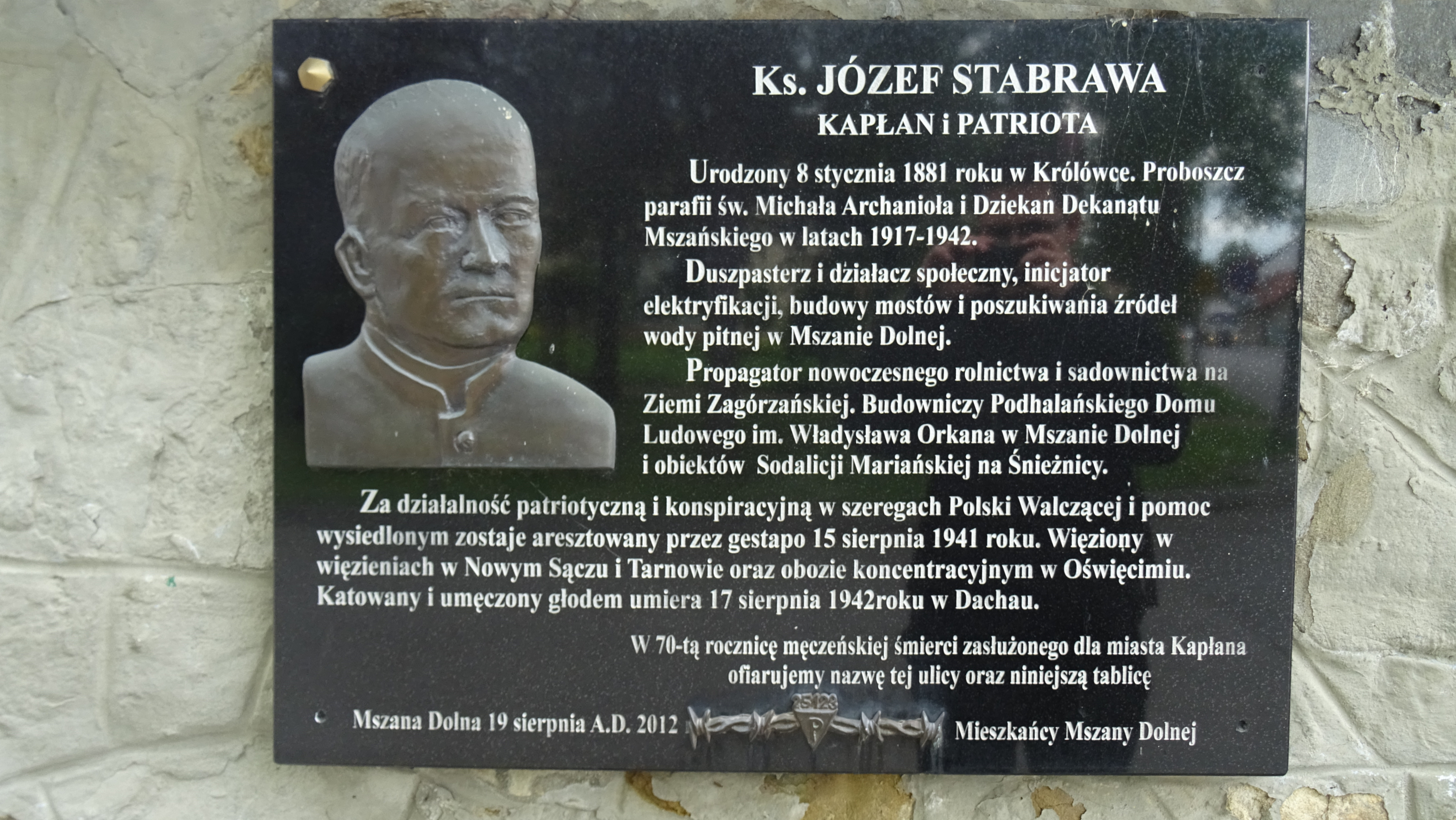
Tablica Józefa Stabrawy przy ul. ks. Józefa Stabrawy
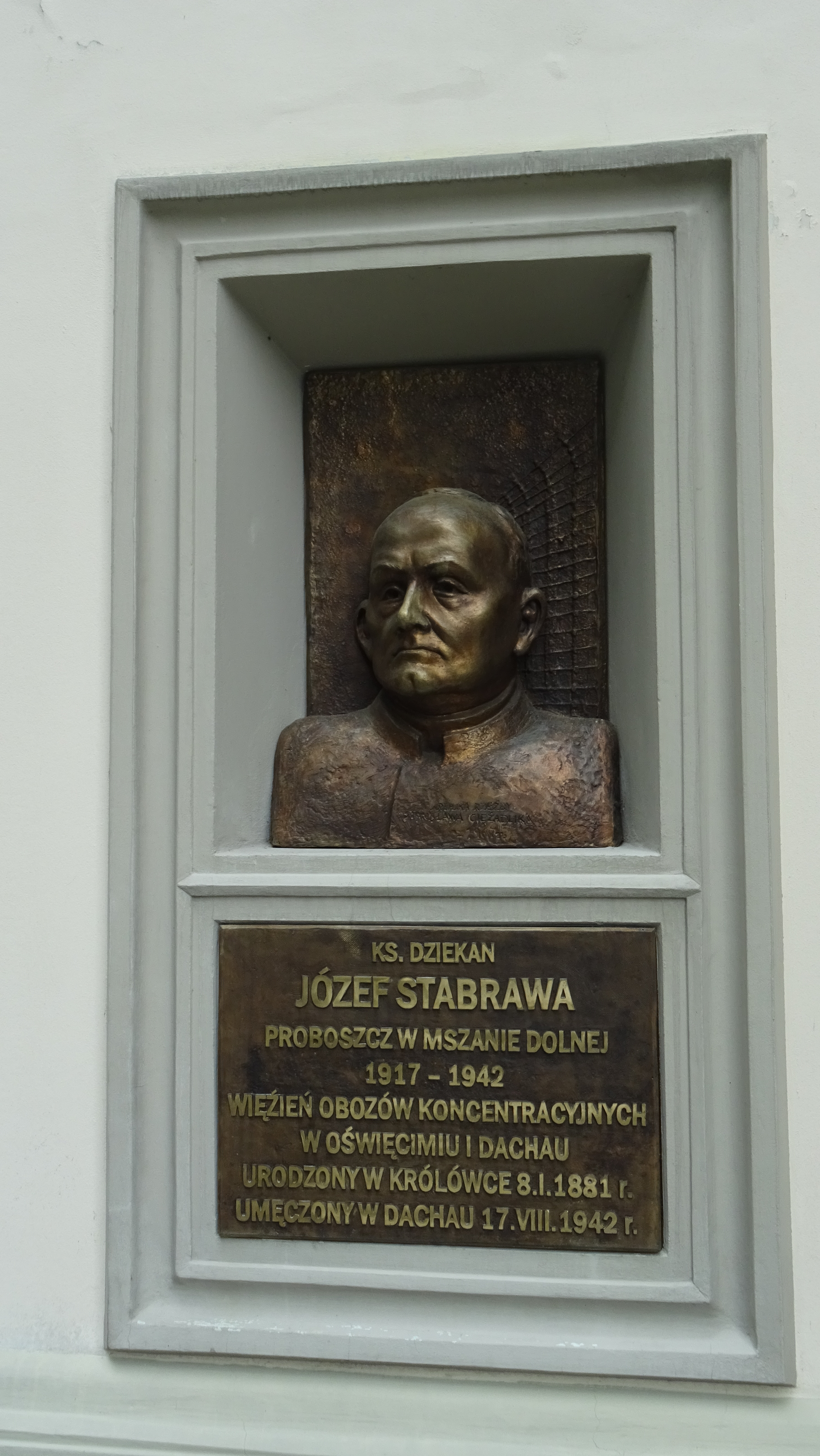
Popiersie i tablica upamiętniająca Józefa Stabrawę na ścianie kościoła pw. Św. Michała Archanioła w Mszanie Dolnej